# Liste der Mitglieder der American Academy of Arts and Sciences/1850
Im Jahr 1850 wählte die American Academy of Arts and Sciences 14 Personen zu ihren Mitgliedern.

## Neugewählte Mitglieder
- Samuel Leonard Abbot (1818–1904)
- Stephen Alexander (1806–1883)
- Thomas Tracy Bouve (1815–1896)
- Alexis Caswell (1799–1877)
- William Chauvenet (1820–1870)
- Henry Lawrence Eustis (1819–1885)
- John Charles Fremont (1813–1890)
- Samuel Stehman Haldeman (1812–1880)
- Jonathan Patten Hall (1799–1866)
- Joseph Stillman Hubbard (1823–1863)
- Carl Gustav Jacob Jacobi (1804–1851)
- Adrien Henry Laurent de Jussieu (1797–1853)
- Karl Freiherr von Rokitansky (1804–1878)
- Josiah Dwight Whitney (1819–1896)